# Franc Vravnik
Franc Vravnik, slovenski atlet in trener, 4. maj 1943, Celje, † januar 2013.
Vravnik je bil tekmovalec v deseteroboju. Leta 1965 je v starosti 22 let s 7486 točkami za 54 točk izboljšal do tedaj veljavni slovenski in jugoslovanski rekord  v deseteroboju iz leta 1961. Postavil je tudi slovenski rekord v metu diska s  50,42 m, veljal je pet let. Toda poškodbe so mu preprečile nastop na olimpijskih igrah 1968. Po študiju je ponovno začel trenirati leta 1971 za nastop za olimpijskih igrah 1972, toda spet so ga pestile poškodbe, zato se je tekmovalno upokojil v starosti 28 let. Bil je tudi sedemkratni slovenski prvak v metu diska in krogle.